# Millstattsko jezero
Millstattsko jezero (njem. Millstätter See), je jezero u Koruškoj, u Okrugu Spittal an der Drau.

## Karakteristike
Jezero leži na nadmorskoj visini od 588 metara, ima površinu od 13,3 km², dugo je 12, a široko do 0,6 km i duboko 140 metra. Ono je drugo po veličini jezero u Koruškoj, nakon Wörtherseea, vrlo čiste vode pa ga ljeti posjećuje puno turista.
Millstättersko jezero je protočno jezero koje dobiva vode iz potoka Riegerbach s istoka, vode mu otječu potokom Seebach koji otječe u rijeku Lieser. Bazen jezera oblikovao je ledenjak za ledenog doba,  sjeverno od jezera prostiru se planine Milšteterskih Alpi visoke do 2091 metara. Najveća naselja leže duž sjeverne obale jezera. To su Seeboden (618 m), Millstatt (611 m) i Dellach; a duž južne obale nema većih naselja.
Sjeveroistočno od jezera leži grad Radenthein.

## Vanjske poveznice
|  | Zajednički poslužitelj ima još gradiva o temi Millstattsko jezero |